# Château Chasse-Spleen
Le château Chasse-Spleen, est un domaine viticole de 105 ha dans le Médoc, situé à Moulis-en-Médoc en Gironde. C'est une AOC Moulis-en-Médoc, qui a fait partie des crus bourgeois exceptionnels de la première édition du classement des crus bourgeois (1932) jusqu'à celui de 2003.

## Histoire du domaine et origine du nom
Au XVIIIe siècle, la propriété appartient au sieur Gressier qui commence par bâtir les communs puis une chartreuse vingt ans plus tard, route de Pauillac, au lieu-dit Grand Poujeaux.
En 1820, le domaine se scinde en deux, d’un côté, Grand Poujeaux Gressier et de l’autre, Grand Poujeaux Castaing, propriété de Lucrèce Castaing.
En 1863, Rosa Ferrière, propriétaire de Grand Poujeaux Castaing, veut distinguer son vin de son frère jumeau Grand Poujeaux Gressier. Elle le baptisera Chasse-Spleen.
Certains attribuent ce nom magique au fruit de discussions vers 1860, entre Rosa Ferriere, la maîtresse des lieux, et son voisin, Odilon Redon, peintre symboliste réputé. Il a, en effet, illustré les Fleurs du Mal de Charles Baudelaire, dont on sait qu’il a fait du spleen, un copyright.

D’autres au poète britannique Lord Byron, grand amateur de vin, qui lors de sa visite du domaine en 1821, dit : « Ce vin n’a pas son pareil pour chasser les idées noires ».

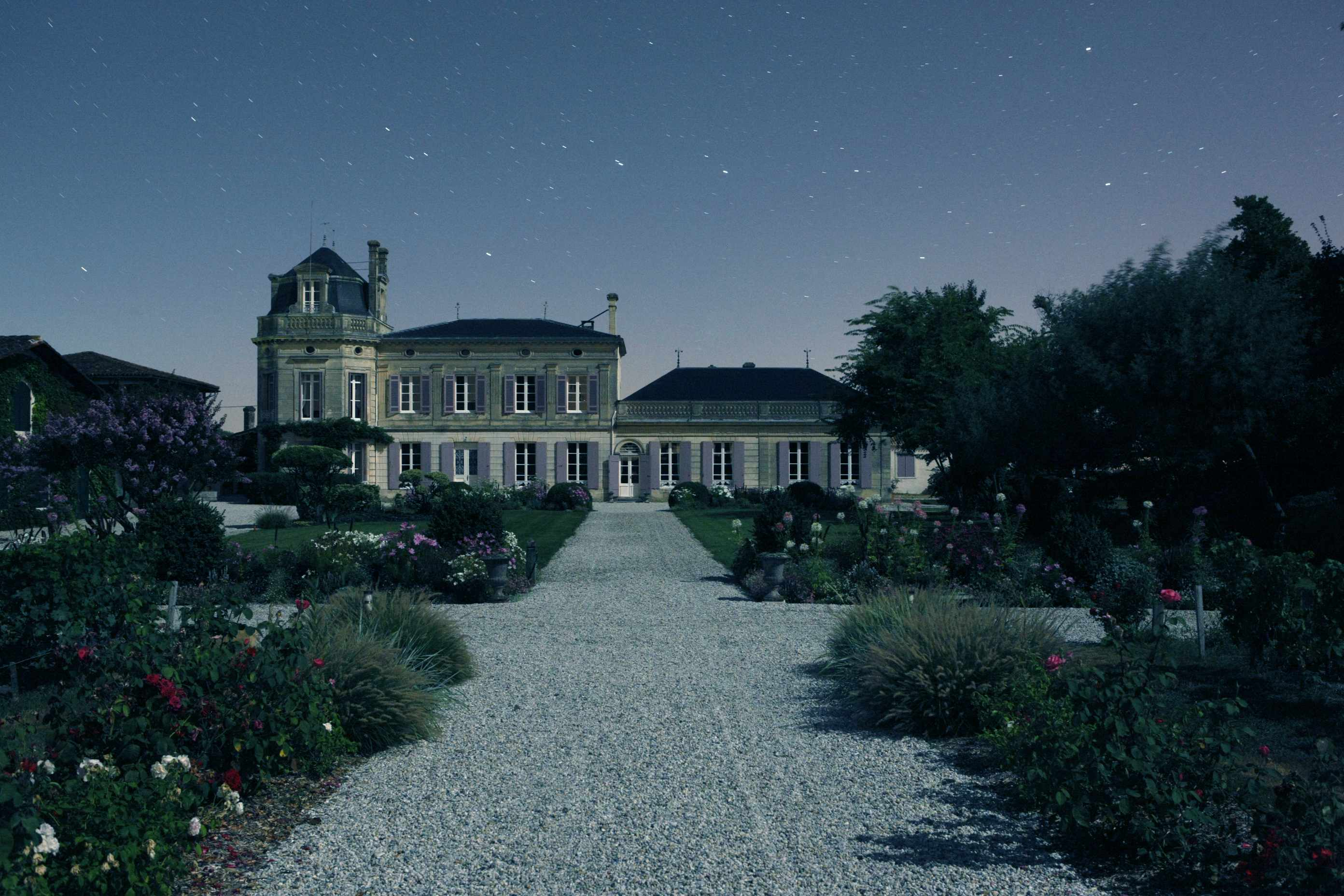
La chartreuse vue de nuit.

 Longtemps propriétaire, les Gressier le vendent en 1912, à une famille de négociants allemands qui en fit une marque connue en Europe du Nord. La guerre les dépossède et une famille de forestiers landais l’achète. Ils le maintiennent à un niveau de qualité et de technologie que lui permettent les revenus de l’industrie florissante du bois. En 1976, Chasse-Spleen est vendu au Bordelais Jacques Merlaut, négociant en vin réputé. En 2000, Céline Villars, une de ses petites filles en hérite.
En 2003, le Château Chasse-Spleen acquiert le Château Gressier Grand Poujeaux.
En 2017, la chartreuse derrière le château est transformée en maison d'hôtes et en un centre d'art.

## Terroir

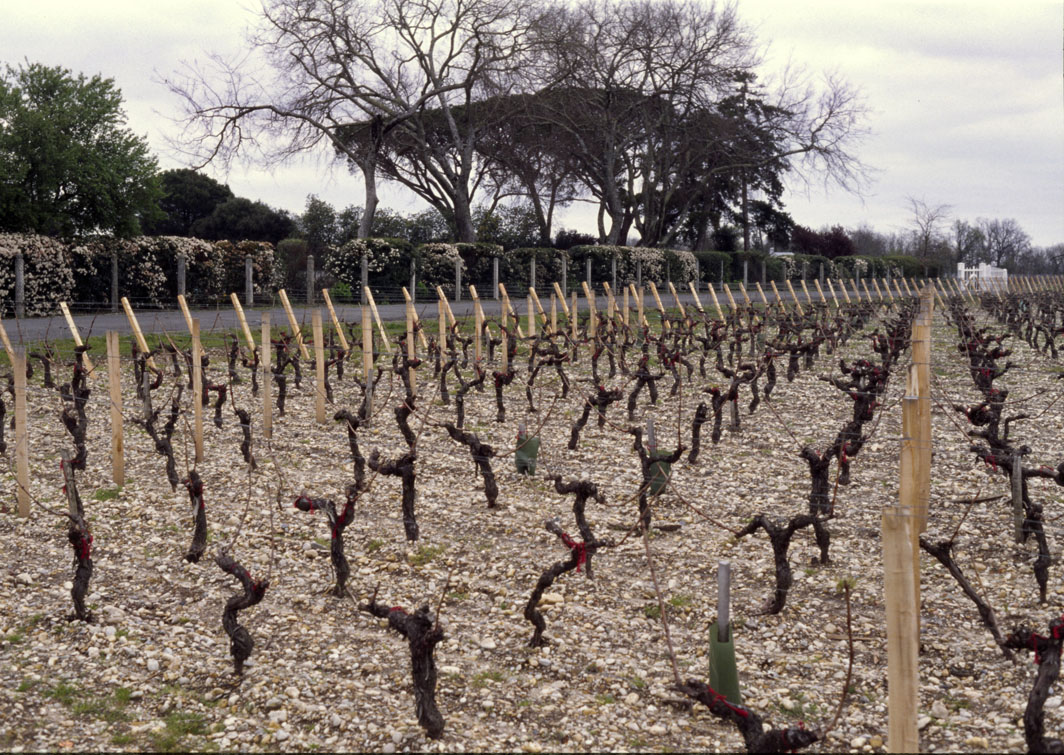
Vignes sur un sol de grave.

Le vignoble est situé au point culminant des croupes de Grand-Poujeaux. Le sol est constitué à 80 % de graves garonnaises sur substrat calcaire à astéries. Les 20 % restants étant argilo-calcaires.
L'encépagement est constitué de 73 % de cabernet sauvignon, 20 % de merlot et 7 % de petit verdot sur porte-greffes 101-14, 3309, 41B ou Riparia Gloire. L'âge moyen du vignoble est de 35 ans.
La méthode de culture est traditionnelle (chaussage, déchaussage) et les vendanges sont manuelles.

## Vinification

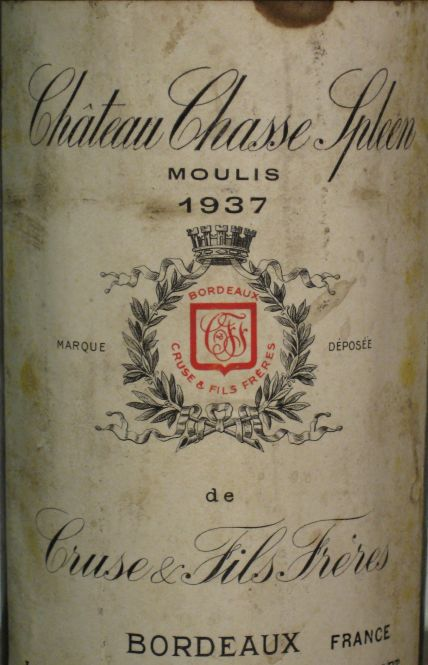
Étiquette de Chasse-Spleen 1937.

La vinification s'effectue dans des cuves en inox thermorégulées ou en ciment revêtu de résine époxy. La macération dure environ un mois. L'élevage, traditionnel, correspond à 18 mois en fûts de chêne renouvelés à 40 % tous les ans. Le collage s'effectue aux blancs d'œufs.
Le château Chasse-Spleen produit également des seconds vins, « L'Oratoire de Chasse-Spleen », ainsi que, par ailleurs, « L'Ermitage de Chasse Spleen », rebaptisé, à partir du millésime 2001 « L'Héritage de Chasse-Spleen » (issu de vignes situées sur l'appellation haut-médoc). La gamme est complétée par le « Château Gressier Grand Poujeaux » (en appellation moulis-en-médoc) et le « Blanc de Chasse-Spleen » (en appellation bordeaux blanc).

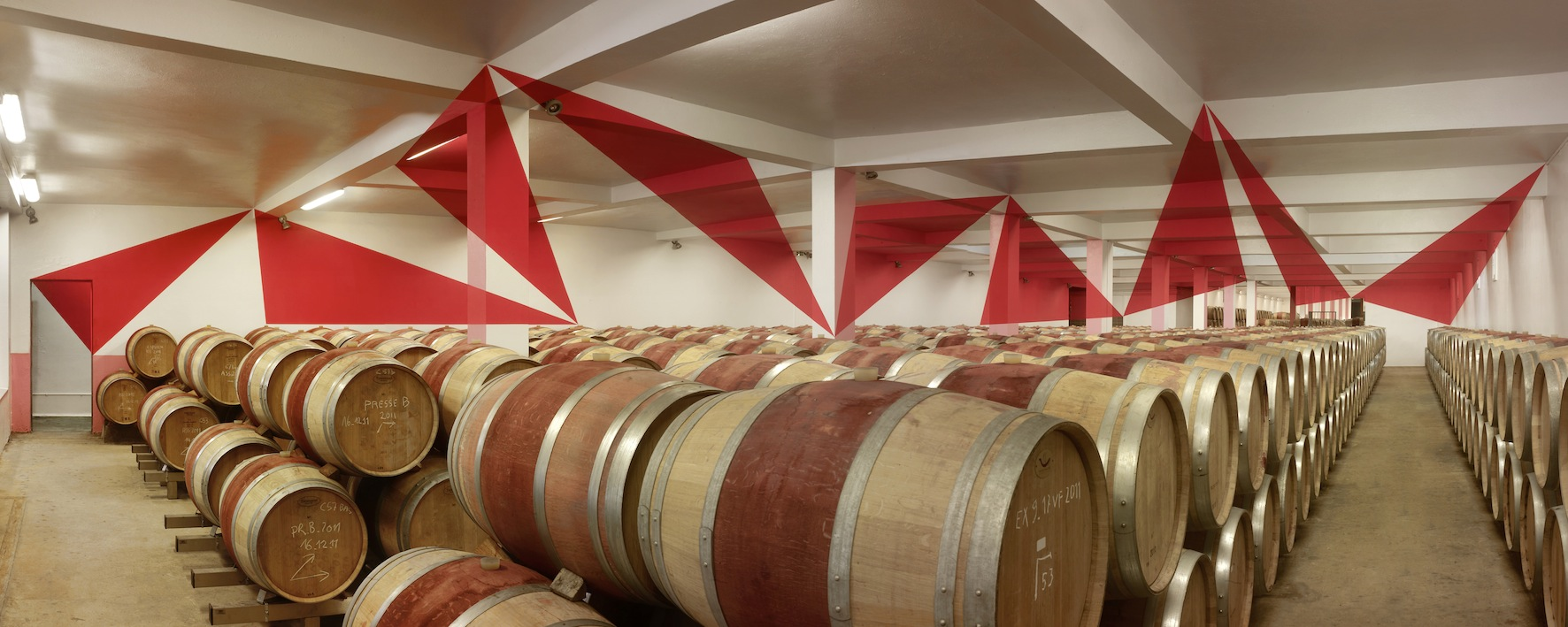
Les chais.